# دانشگاه چارلستون جنوبی
دانشگاه چارلستون جنوبی (CSU) یک دانشگاه خصوصی در چارلستون شمالی، کارولینای جنوبی است. این مؤسسه به کنوانسیون باپتیست کارولینای جنوبی (کنوانسیون باپتیست جنوبی) وابسته است. دانشگاه چارلستون جنوبی در سال ۱۹۶۰ منشور شد و به کالج باپتیست چارلستون تبدیل شد، جایی که اولین کلاس‌های خود را در ساختمان آموزشی اولین کلیسای باپتیست شمال چارلستون ارائه کرد. این دانشگاه اولین دوره آموزشی را در مقطع متوسطه در سال ۱۹۶۵ ارائه کرد و اولین مدرک خود را در سال ۱۹۶۷ اعطا کرد. در سال ۱۹۹۰، کنوانسیون باپتیست کارولینای جنوبی به تغییر نام دانشگاه از کالج باپتیست در چارلستون به دانشگاه چارلستون جنوبی رأی داد.
دانشگاه چارلستون جنوبی توسط انجمن کالج‌ها و مدارس جنوبی (SACSCOC) برای اعطای مدارک کارشناسی، کارشناسی ارشد و دکترا معتبر است.